# David Addy
David Nii Addy (ur. 21 lutego 1990 w Prampram) – piłkarz ghański grający na pozycji lewego obrońcy.

## Kariera klubowa
Karierę piłkarską Addy rozpoczynał w klubach SC Adelaide i Inter Allies FC. Następnie przeszedł do All Stars FC. W jego barwach zadebiutował w 2006 roku w ghańskiej Premier League. W klubie tym występował do 2007 roku.
Latem 2008 Addy wyjechał do Europy, a jego pierwszym klubem na tym kontynencie był duński Randers FC. W duńskiej lidze swój debiut zanotował 19 października 2008 w zremisowanym 1:1 domowym meczu z Vejle BK. W Randers grał do końca 2009 roku. Z klubem tym występował w Lidze Europy.
Na początku 2010 roku Addy został sprzedany za 800 tysięcy euro do FC Porto, z którym podpisał 3,5-letni kontrakt. W sezonie 2009/2010 nie zadebiutował w portugalskiej lidze, a latem 2010 odszedł na wypożyczenie do Académiki Coimbra. W tym klubie zaliczył debiut w Primeira Liga, a miał on miejsce 15 sierpnia 2010 w wyjazdowym meczu z Benfiką (2:1). 6 lutego 2011 w meczu z Beirą-Mar (3:3) strzelił swojego pierwszego gola w portugalskiej lidze.
W 2011 roku Addy został wypożyczony do greckiego Panetolikosu.
| Sezon   | Klub              | Kraj       | Rozgrywki           | Mecze | Bramki |
| ------- | ----------------- | ---------- | ------------------- | ----- | ------ |
| 2006/07 | All Stars FC      | Ghana      | Premier League      | ?     | ?      |
| 2007/08 | All Stars FC      | Ghana      | Premier League      | ?     | ?      |
| 2008/09 | Randers FC        | Dania      | Superligaen         | 8     | 0      |
| 2009/10 | Randers FC        | Dania      | Superligaen         | 12    | 0      |
| 2009/10 | FC Porto          | Portugalia | Primeira Liga       | 0     | 0      |
| 2010/11 | Académica Coimbra | Portugalia | Primeira Liga       | 14    | 2      |
| 2011/12 | Panetolikos       | Grecja     | Super League        | 25    | 1      |
| 2012/13 | Vitória SC        | Portugalia | Primeira Liga       | 22    | 1      |
| 2013/14 | Vitória SC        | Portugalia | Primeira Liga       | 17    | 0      |
| 2014/15 | Waasland-Beveren  | Belgia     | Eerste klasse       | 27    | 0      |
| 2016    | Delhi Dynamos     | Indie      | Indian Super League | 6     | 0      |
| 2017    | RoPS              | Finlandia  | Veikkausliiga       | 15    | 1      |
| 2017    | Riga FC           | Łotwa      | Virslīga            | 1     | 0      |
| 2019    | Ilves             | Finlandia  | Veikkausliiga       |       |        |

## Kariera reprezentacyjna
Swoją karierę reprezentacyjną Addy rozpoczął od występów w reprezentacji Ghany U-20. W 2009 roku wywalczył z nią mistrzostwo Afryki 2009. W tym samym roku wystąpił w Mistrzostwach Świata w Egipcie. Ghana wygrała te mistrzostwa jako pierwsza drużyna z Afryki w historii.
W dorosłej reprezentacji Addy zadebiutował 8 czerwca 2008 roku w wygranym 3:2 meczu eliminacji do Mistrzostw Świata 2010 z Lesotho.